# Jatov
Jatov este o comună slovacă, aflată în districtul Nové Zámky din regiunea Nitra. Localitatea se află la altitudinea de 114 m deasupra n.m., se întinde pe o suprafață de 18,66 km2 și în 2017 număra 751 de locuitori.

## Istoric
Localitatea Jatov este atestată documentar din 1236.

## Demografie
| An:                | 1994 | 2004   | 2014   | 2024   |
| ------------------ | ---- | ------ | ------ | ------ |
| Număr de persoane: | 772  | 784    | 780    | 713    |
| Diferență:         |      | +1,55% | −0,51% | −8,58% |

| An:                | 2023 | 2024   |
| ------------------ | ---- | ------ |
| Număr de persoane: | 711  | 713    |
| Diferență:         |      | +0,28% |